# Mittergrub
Mittergrub ist eine Streusiedlung in der Gemeinde Allerheiligen bei Wildon im Bundesland Steiermark in Österreich. 
Die Josef-Krainer-Gedenkstätte liegt in diesem Ortsteil.